# مرد شاپرکی
مرد شاپرکی (به انگلیسی: Mothman) یا مرد پروانه‌ای یا مرد بیدی، موجودی است که رویت آن در ناحیه پوینت پلزنت در تاریخ ۱۲ نوامبر ۱۹۶۶ تا ۱۵ دسامبر ۱۹۶۶ گزارش شده‌است. اولین گزارش منتشر شده روزنامه‌ای در پوینت پلزنت در تاریخ ۱۶ نوامبر با عنوان «یک زوج موجودی انسان-پرنده مانندی را دیدند» مطبوعات خیلی زود این خبر را در کل ایالات متحده منتشر ساختند.
مرد شاپرکی در سال ۱۹۷۰ توسط گری بارکر (Gray Barker) به مخاطبان معرفی شد و توسط جان کیل (John Keel) در کتابش با عنوان " پیشگویی‌های مرد شاپرکی " به صورت عامه‌شناس درآمده بود و در آن کتاب ادعای رابطه وقایع فراطبیعی با مشاهده آن (مرد شاپرکی) و فروریزش پل نقره‌ای (Silver Bridge) شده‌است.

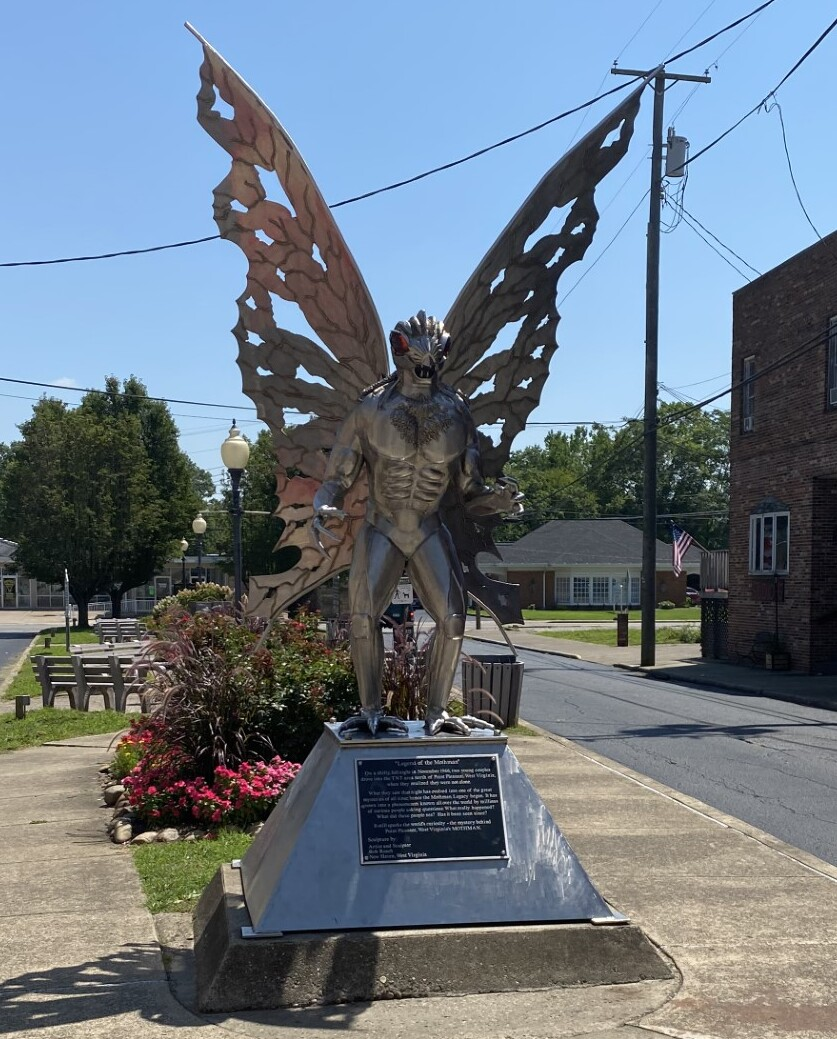
مجسمه مرد شاپرکی در پوینت پلزنت

مرد شاپرکی در فرهنگ مردم نیز ظاهر شد. فیلم «پیشگویی‌های مرد شاپرکی» ۲۰۰۲ با بازی ریچارد گی‌یر بر اساس کتاب کیل ساخته شده‌است. همچنین فستیوال سالانه‌ای در پوینت پلزنت به افسانه مرد بیدی اختصاص دارد.

## تاریخچه
در تاریخ ۱۲ نوامبر ۱۹۶۶ تعداد ۵ مرد که در حال حفر قبر در قبرستان‌های ناحیه کلندنین، ویرجینیای غربی بودند ادعای مشاهده موجودی انسان‌گونه که در ارتفاع پایین در بالای سرشان در حال پرواز بوده را نمودند. این مشاهده اغلب به عنوان اولین رویت از موجودی که به مرد شاپرکی شناخته شد در نظر گرفته می‌شود.
مدت کوتاهی پس از آن در ۱۵ نوامبر دو زوج جوان از پوینت پلزنت :راجر و لیندا اسکاربری، و استیو و مری مالت، به پلیس گزارش دادند که آن‌ها موجودی خاکستری بزرگ که با تابش نور خودرویشان چشمانی با درخشش قرمز داشت را دیدند. آن‌ها موجود را این گونه توصیف کردند: "انسان مانندی بزرگ، با توانایی پرواز با بالی ۱۰ فوتی (۳٫۰۴ متری)"، خودروی آن‌ها را مادامی که در حال رانندگی در خارج شهر در ناحیه‌ای به نام "ناحیه TNT " که محل سابق جنگ جهانی دوم بوده تعقیب می‌کرده‌است.
در طول روزهای بعدی دیگران نیز مشاهداتی این چنین و از این قبیل به پلیس یا نهادهای دیگر گزارش می‌کردند. دو آتش‌نشان داوطلب که آن را دیده بودند این چنین توصیف کردند «پرنده‌ای بزرگ با چشمانی قرمز».
کلانتر بخش میسون، جورج جانسون اظهار داشت: من معتقدم این مشاهدات به دلیل وجود یک مرغ ماهیخوار غیرمعمول بزرگ می‌باشد.
پیمانکاری به نام نیوئل پارتریج (Newell Partridge) به کلانتر جانسون گفت که وقتی او چراغ قوه خود را روی موجودی در بیشه‌های نزدیک اطرافش انداخت مانند شبرنگ‌های دوچرخه چشمانش به قرمزی درخشید و این موجود (مرد بیدی) را مقصر یا عامل سروصدا یا نویز تلویزیونش و ناپدید شدن سگش می‌دانست.
زیست‌شناس محیط وحش، دکتر Robert L. Smith از دانشگاه ویرجینیای غربی اعلام کرد گزارش‌ها، توصیفات و مشاهدات تماماً با پرنده‌ای با نام درنای شنزار (Sandhill crane) سازگاری دارد. درنا یا مرغ ماهیخوار آمریکایی که تقریباً با قامت یک مرد، با ۷ فوت (۲٫۱۳ متر) طول بال دارای حلقه ای سرخ رنگ اطراف چشم، و آن پرنده ممکن است خارج از مسیر مهاجرتشان حیران و درمانده باشد؛ و چون این پرنده بومی آن منطقه نبوده در ابتدا غیرقابل تشخیص بوده‌است.